# China Railway Group
China Railway Group (CREC), in italiano: Gruppo ferrovie della Cina è un'azienda cinese di edilizia ferroviaria con sede a Pechino quotata alla Borsa di Shanghai e alla Borsa di Hong Kong. Il maggior azionista è l'azienda statale cinese China Railway Engineering Corporation (CRECG).

## Filiali
- China Railway First Group Co., Ltd.
- China Railway Erju Co., Ltd. (48%)
- China Railway No.3 Engineering Group Co., Ltd.
- China Tiesiju Civil Engineering Group Co., Ltd. (CTCE)
- China Railway No.5 Engineering Group Co., Ltd.
- China Railway Sixth Group Co., Ltd.
- China Railway Seventh Group Co., Ltd.
- China Railway No.8 Engineering Group Co., Ltd.
- China Railway No.9 Engineering Group Co., Ltd.
- China Railway No.10 Engineering Group Co., Ltd.
- China Overseas Engineering Group Co., Ltd.
- China Railway Major Bridge Engineering Group Co., Ltd.
- China Railway Electrification Engineering Group Co., Ltd.
  - China Railway Electrification Engineering Group Nanjing Co., Ltd. (30%)
- China Railway Construction Group Co., Ltd.
- China Railway Tunnel Group Co., Ltd.
- China Railway International Group Co., Ltd. (CRECGI)
- China Railway Shanhaiguan Bridge Group Co., Ltd.
- China Railway Real Estate Group Co., Ltd.
- China Railway Resources Group Co., Ltd.
- China Railway Communications Investment Group Co., Ltd.
- China Railway Trust Co., Ltd.
- China Railway Finance Co., Ltd.

ex bureau di progettazione
- China Railway Eryuan Engineering Group Co. Ltd. (CREEC)

non-wholly owned subsidiaries that have material non-controlling interests
- Yunnan Fuyan Expressway Co., Ltd. (10%)
- Guangxi Cenxing Expressway Development Co., Ltd. (34%)